# Велика Дајница
43° 48′ 20″ N 15° 22′ 30″ E / 43.80556° С; 15.37500° И
Велика Дајница је ненасељено острвце у хрватском дијелу Јадранског мора. Налази се у Корнатском архипелагу око 1,2 km југоистично од крајњег јужног рта острва Жут. Њена површина износи 0,021 km², док дужина обалске линије износи 0,54 km. Највиши врх је висок 14 m. Грађена је од кречњака кредне старости. Административно припада општини Муртер-Корнати у Шибенско-книнској жупанији.